# Anan (Francja)
Anan – miejscowość i gmina we Francji, w regionie Oksytania, w departamencie Górna Garonna.
Według danych na rok 1990 gminę zamieszkiwało 238 osób, a gęstość zaludnienia wynosiła 18 osób/km² (wśród 3020 gmin regionu Midi-Pyrénées Anan plasuje się na 825. miejscu pod względem liczby ludności, natomiast pod względem powierzchni na miejscu 873.).